# Miroslav Káčer
Miroslav Káčer (sinh 2 tháng 2 năm 1996) là một tiền vệ bóng đá Slovakia hiện tại thi đấu cho câu lạc bộ Fortuna Liga MŠK Žilina.

## Sự nghiệp câu lạc bộ

### MŠK Žilina
Káčer bắt đầu sự nghiệp bóng đá tại đội bóng quê nhà MŠK Žilina. Aged 16, Miroslav ra mắt cho MŠK Žilina trước Spartak Myjava ngày 13 tháng 7 năm 2012. Trong màn ra mắt, anh ghi bàn thắng đầu tiên góp phần trong chiến thắng 4–1.

## Sự nghiệp quốc tế
Káčer được triệu tập để thi đấu hai trận giao hữu không chính thức tổ chức ở Abu Dhabi, UAE, vào tháng 1 năm 2017, trước Uganda và Thụy Điển. Anh ra mắt trước Uganda, khi anh được vào sân từ phút 70, thay chi Roman Gergel. Slovakia thất bại với tỉ số 1–3. Anh cũng góp mặt trong hiệp hai trong trận với Thụy Điển, Slovakia thất bại 0–6, trước khi bị thay bởi Gergel.

## Danh hiệu

### MŠK Žilina
- Fortuna Liga: Vô địch: 2016-17